# Кристиан Александер Албрехт Карл фон дер Шуленбург
Кристиан Александер Албрехт Карл фон дер Шуленбург (на немски: Christian Alexander Albrecht Karl Graf von der Schulenburg; * 25 октомври 1773; † 1850) е граф от род фон дер Шуленбург от клон „Бялата линия“ и държавен съветник на „област Обербарним“ в Бранденбург.

## Произход
Той е единствен син на граф и пруски министър Александер Фридрих Георг фон дер Шуленбург (1745 – 1790) и съпругата му графиня Елизабет Амалия Шарлота Финк фон Финкенщайн (1749 – 1813), дъщеря на граф и пруски министър Карл Вилхелм Финк фон Финкенщайн (1714 – 1800) и графиня София Хенриета Сузана Финк фон Финкенщайн (1723 – 1762). Внук е на фрайхер Фридрих Вилхелм II фон дер Шуленбург (1699 – 1764) и генералската дъщеря Катарина Кристина фон Клинцковстрьом (1725 – 1801). Правнук е на фрайхер генерал-лейтенант Александер IV фон дер Шуленбург (1662 – 1733) и София Шарлота Анна фон Мелвиле (1670 – 1724).

## Фамилия
Кристиан Александер Албрехт Карл фон дер Шуленбург се жени за Хенриета Августа фон Циглер-Клипхаузен (* 4 май 1780; † 1855). Те имат четири деца:
- Александер Едуард (* 22 август 1803; † 1870), граф, женен за Карла фон Карловиц (1803 – 1882)
- Клементина (* 2 юли 1814), омъжена за фон Палезке
- Бернхард Густав Александер (* 21 ноември 1815, Трампе; † 30 май 1860, Берлин), граф, женен за фрайин Мета фон Екардщайн (* 9 януари 1827, Прьоцел; † 9 юли 1885, Трибуш)
- Ото Густав Александер (* 28 юни 1817; † 30 април 1893, Трибуш), женен на 9 май 1851 г. в Берлин за фрайин Мета фон Екардщайн (* 9 януари 1827; † 9 юли 1885, Трибуш), съпругата на брат му Бернхард